# Камас (Юта)
Вижте пояснителната страница за други значения на Камас.
Камас (на английски: Kamas) е град в окръг Съмит, щата Юта, САЩ. Камас е с население от 1274 жители (2000) и обща площ от 4,1 km². Намира се на 1977 m надморска височина. ЗИП кодът му е 84036, а телефонният му код е 435.